# Uramichi Oniisan
Uramichi Oniisan (うらみちお兄さん?) es una serie de manga escrita e ilustrada por Gaku Kuze. Ha sido serializada en la revista digital Comic POOL desde 2017 y recopilada por Ichijinsha en cinco volúmenes tankōbon. Una adaptación al anime producida por Studio Blanc se estrenó en 2021.

## Sinopsis
Uramichi Omota, ex gimnasta profesional de 31 años, trabaja como líder del segmento de ejercicios del programa infantil Together with Maman (una parodia de Okaasan a Issho). A pesar de mantener una personalidad optimista en el programa, no puede evitar revelar su personalidad hastiada y desgastada.

## Personajes
Uramichi Omota (表田裏道 Omota Uramichi?)
 Seiyū: Hiroshi Kamiya, Javier Olguín (español latino)
El gimnasta del programa infantil, normalmente se le llama simplemente "Uramichi Onii-san". Uramichi es un exgimnasta de 31 años que esta físicamente bien desarrollado y tiene una sonrisa refrescante, pero en realidad es mentalmente inestable. A pesar de mantener una personalidad optimista en el programa, no puede evitar revelar su personalidad hastiada y desgastada, y a menudo les cuenta a los niños las penas de ser adultos. Es fumador y bebedor empedernido, y su único pasatiempo es el entrenamiento muscular, pero odia que se lo señalen.
Tobikichi Usahara (兎原跳吉 Usahara Tobikichi?)
 Seiyū: Tomokazu Sugita, José Luis Molina (español latino)
Tobikichi es un hombre de 28 años que interpreta a un conejo mascota llamado "Usao" en el programa infantil. Junto con Mitsuo, fue el estudiante de tercer año de Uramichi en la universidad. Como chiste recurrente, a menudo se lo ve hablando mal de Uramichi.
Mitsuo Kumagai (熊谷みつ夫 Kumagai Mitsuo?)
Seiyū: Yūichi Nakamura, Jesús Mondragón (español latino)
Mitsuo es un hombre de 28 años que trabaja bajo un disfraz de oso llamado "Kumao" en el programa infantil. Junto con Tobikichi, fue el estudiante de tercer año de Uramichi en la universidad. Kumatani tiene debilidad por Iketeru y a menudo lo protege de sus bromas.
Iketeru Daga (蛇賀池照 Daga Iketeru?)
 Seiyū: Mamoru Miyano, Mario Heras (español latino)
El "Onii-san cantante" del programa infantil, que también es un exactor musical. A pesar de ser atractivo, Iketeru ama los chistes sucios infantiles y aparentemente no sabe leer relojes analógicos. Aunque puede ser tonto, posee muchas habilidades ocultas, como la capacidad de actuar, dibujar y jugar al ping pong.
Utano Tadano (多田野詩乃 Tadano Utano?)
 Seiyū: Nana Mizuki, Analiz Sánchez (español latino)
Una "Onee-san cantante" de 32 años del programa infantil. Utano es una graduada de élite de una escuela de música, pero debido a la mala suerte y el momento oportuno, sigue cambiando de trabajo: de ídolo, cantante de enka y cantante de jazz.

## Medios

### Manga

#### Lista de volúmenes
| N.º | Fecha de lanzamiento     | ISBN original      |
| --- | ------------------------ | ------------------ |
| 1   | 27 de septiembre de 2017 | ISBN 9784758015752 |
| 2   | 27 de abril de 2018      | ISBN 9784758015974 |
| 3   | 29 de enero de 2019      | ISBN 9784758016285 |
| 4   | 29 de octubre de 2019    | ISBN 9784758016667 |
| 5   | 29 de mayo de 2020       | ISBN 9784758016933 |

### Anime
La adaptación al anime fue anunciada en un video promocional del cuarto volumen del manga el 25 de octubre de 2019. La serie será animada por Studio Blanc y dirigida por Nobuyoshi Nagayama, con guiones de Tōko Machida handling, diseño de personajes de Mizuki Takahashi y música de Kei Haneoka. Se estrenó en 2020. Funimation obtuvo la licencia de la serie fuera de Asia. Tras la adquisición de Crunchyroll por parte de Sony, la serie se trasladó a Crunchyroll obteniendo la licencia de la serie fuera de Asia.
El 28 de marzo de 2022, Crunchyroll anunció que la serie recibirá un doblaje en español, la cual se estrenó el 5 de mayo.